# José Jerez Colino
José Jerez Colino (Colmenar Viejo, 21 de diciembre de 1939) es un político español del Partido Socialista Obrero Español, alcalde de Albacete entre 1983 y 1991.

## Trayectoria política
José Jerez nació en Colmenar Viejo (Madrid) el 21 de diciembre de 1939. Ingeniero de obras públicas y licenciado en Ciencias Empresariales, a los 25 años se trasladó a Albacete por motivos profesionales.
Sucedió a Salvador Jiménez al frente de la alcaldía de Albacete en 1983 consiguiendo 16 de los 27 concejales en juego. En 1987 volvió a revalidar el cargo con 13 de los 27 concejales. 
Su primer teniente de alcalde fue Miguel Muñoz de Gea, uno de los presidentes de la asociación de Asprona en la ciudad. 
Durante su mandato inauguró la actual casa consistorial de Albacete y se incorporó a la fundación del III Centenario de la Feria. Fue sucedido en el cargo por Carmina Belmonte, del PSOE, en 1991.
Entre 1993 y 1996 fue diputado en el Congreso de los Diputados durante la V legislatura.